# تاي ريمر
تاي ريمر هو لاعب هوكي الجليد كندي، ولد في 23 مارس 1992 في إدمونتون في كندا.

## وصلات خارجية
- تاي ريمر على موقع EliteProspects.com (الإنجليزية)
- تاي ريمر على موقع HockeyDB.com (الإنجليزية)